# Käthe von Nagy
Käthe von Nagy, nata Ekaterina Nagy von Cziser, (Szabadka, 4 aprile 1904 – Ojai, 20 dicembre 1973), è stata un'attrice ungherese molto popolare negli anni trenta.

## Biografia
Di nazionalità ungherese, Ekaterina Nagy von Cziser nacque a Szabadka (l'attuale Subotica, oggi in Serbia).
Figlia di un funzionario di banca, a sedici anni fu messa per breve tempo nel convento Sancta Christiana in Frohsdorf nei pressi di Vienna per evitare che si sposasse contro il volere della famiglia. Continuò poi gli studi nella capitale austriaca Vienna.
Volendo diventare scrittrice, cosa piuttosto inusuale all'epoca per una donna, a quindici anni era scappata a Budapest, dove si era installata in un elegante albergo sotto falso nome. Riuscì a far pubblicare alcuni dei suoi racconti da una rivista. Ma suo padre la fece rintracciare dalla polizia che gliela riportò a casa. Käthe fu messa a lavorare nell'ufficio del padre, direttore di banca, a sbrigare la corrispondenza.

### Carriera cinematografica
L'inquieta ragazza, nel 1926 ottenne di poter andare a Berlino. Trovò lavoro come corrispondente del giornale ungherese Pesti Hírlap e, nel 1927, approdò al cinema, scritturata dal regista Constantin J. David che, in seguito, sarebbe diventato il suo primo marito. Con i suoi maliziosi occhi - neri come neri erano i suoi capelli - e la sua sensualità piena di verve, Käthe iniziò a scalare i gradini di una carriera che l'avrebbe portata a diventare una delle più popolari attrici del cinema tedesco. 

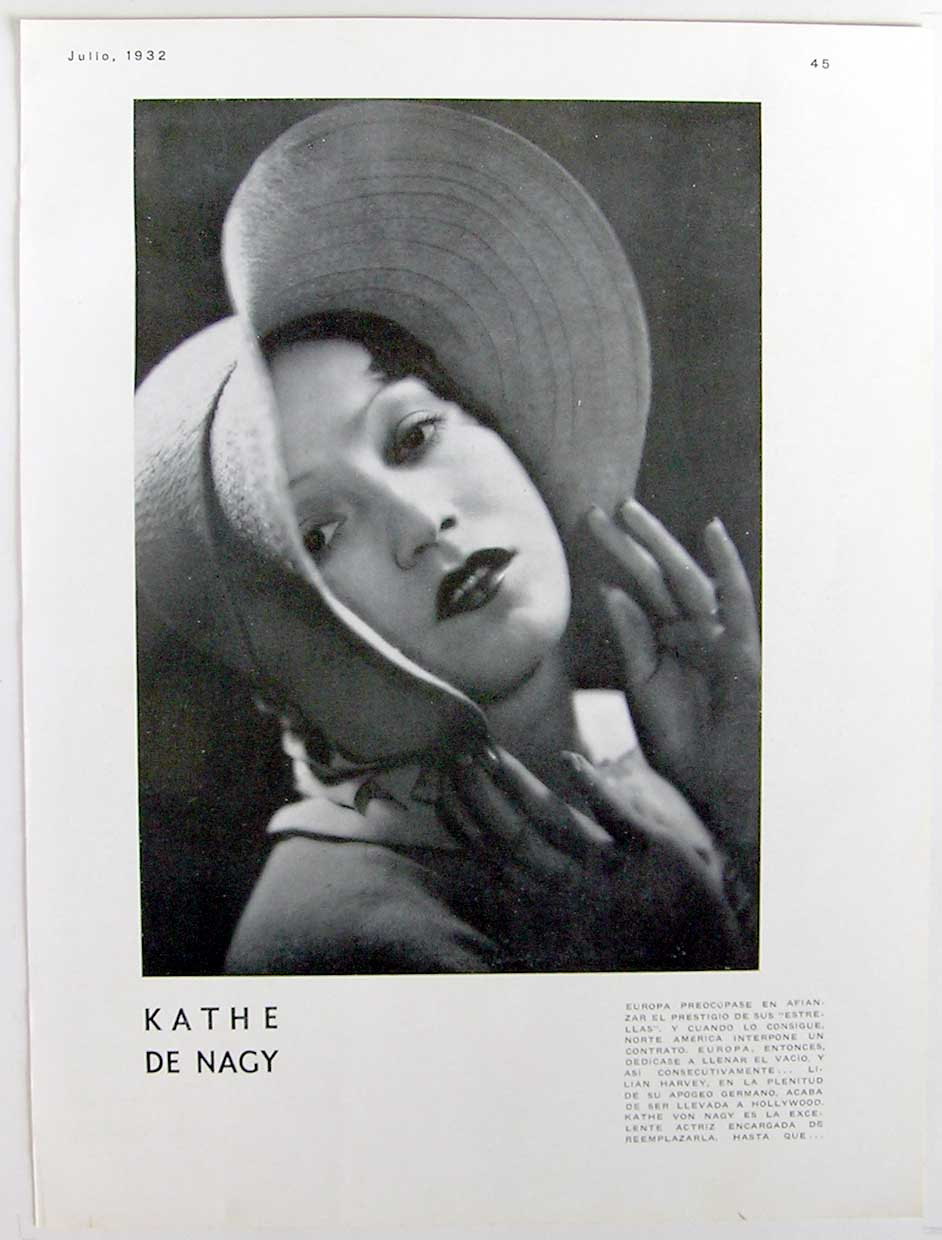
Käthe von Nagy (1932)

In quel periodo, l'industria cinematografica stava affrontando il passaggio dal muto al sonoro. Per poter distribuire i film oltre i confini nazionali (cosa che, durante il muto era molto più semplice), venne adottato il sistema di girare diverse versioni in diverse lingue. L'industria mise a frutto la buona conoscenza del francese di Käthe per farle interpretare anche le versioni dei suoi film destinati al mercato francese.
Nel 1935, si trasferì a Parigi insieme al secondo marito francese, Jacques Fattini. La lontananza dalla Germania non le impedì di restare una delle dive più amate dagli spettatori tedeschi. Tra i suoi partner, nomi come quelli di Hans Albers o Fernand Gravey. Con Willy Fritsch, girò una serie di pellicole di successo, frivole e popolari. Girò anche due film in Italia: nel 1929, era stata protagonista di Rotaie, di Mario Camerini, in uno dei suoi non numerosissimi film drammatici.
Nel 1937, ritornò a lavorare per la Tobis - che aveva una filiale romana - in Italia, per girarvi Mia moglie si diverte, versione italiana di Unsere kleine Frau, diretta dal tedesco Paul Verhoeven.
Nel 1939, lasciò praticamente il cinema dopo Renate im Quartett, sempre diretta da Verhoeven. In seguito, ritornò sporadicamente sullo schermo con un film girato durante la guerra e due nel dopoguerra, l'ultimo dei quali fu il musicale Die Försterchristl.

### Morte
Käthe von Nagy morì per un cancro il 20 dicembre 1973 in California, a Los Angeles, a 69 anni.

## Filmografia
La filmografia è completa.

### Attrice

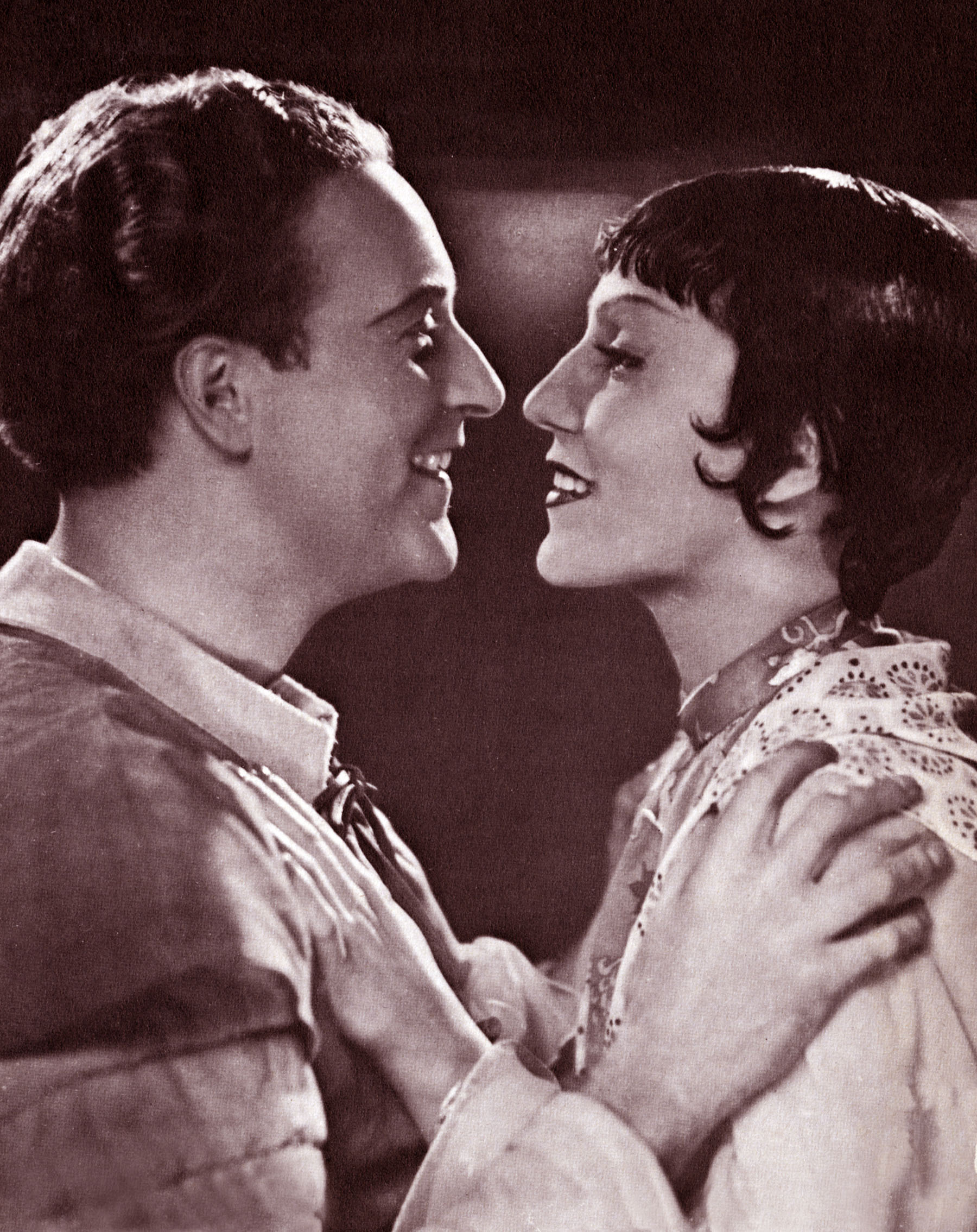
Con Willy Fritsch in Turandot, principessa della Cina

- Le Bateau de verre, regia di Constantin J. David e Jacqueline Milliet (1927)
- Männer vor der Ehe, regia di Constantin J. David (1927)
- Der Anwalt des Herzens, regia di Wilhelm Thiele (1927)
- Gustav Mond, Du gehst so stille, regia di Reinhold Schünzel (1928)
- Die Sandgräfin, regia di Hans Steinhoff (1928)
- Die Durchgängerin, regia di Hanns Schwarz (1928)
- Die Königin seines Herzens, regia di Victor Janson (1928)
- Die Republik der Backfische, regia di Constantin J. David (1928)
- Der Weg durch die Nacht, regia di Robert Dinesen (1929)
- Mascottchen, regia di Felix Basch (1929)
- Aufruhr im Junggesellenheim, regia di Manfred Noa (1929)
- Die kleine Veronika, regia di Robert Land (1929)
- Rotaie, regia di Mario Camerini (1930)
- I saltimbanchi (Les saltimbanques), regia di Robert Land e Lucien Jaquelux (1930)
- Der Andere, regia di Robert Wiene (1930)
- Ronny, regia di Reinhold Schünzel (1931)
- Ronny, regia di Roger Le Bon, Reinhold Schünzel (1931)
- Roxi B bar (Ihre Majestät die Liebe), regia di Joe May (1931)
- Sua altezza comanda (Ihre Hoheit befiehlt), regia di Hanns Schwarz (1931)
- Mia moglie, che imbrogliona!  (Meine Frau, die Hochstaplerin), regia di Kurt Gerron (1931)
- Il capitano Craddock (Le Capitaine Craddock), regia di Hanns Schwarz e Max de Vaucorbeil (1931)
- Ronny, regia di Reinhold Schünzel (1931)
- Der Sieger, regia di Hans Hinrich e Paul Martin (1932)
- Le Vainqueur, regia di Hans Hinrich e Paul Martin (1932)
- L'avventura felice (Das schöne Abenteuer), regia di Reinhold Schünzel (1932)
- La Belle Aventure, regia di Roger Le Bon e Reinhold Schünzel (1932)
- Io di giorno tu di notte (Ich bei Tag und du bei Nacht), regia di Ludwig Berger (1932)
- Io di giorno, tu di notte (À moi le jour, à toi la nuit), regia di Ludwig Berger e Claude Heymann (1932)
- I fuggiaschi, regia di Gustav Ucicky (1933)
- Dannazione (Liebe, Tod und Teufel), regia di Heinz Hilpert e Reinhart Steinbicker (1934)
- Einmal eine große Dame sein, regia di Gerhard Lamprecht (1934)
- Au bout du monde, regia di Henri Chomette e Gustav Ucicky (1934)
- Die Freundin eines großen Mannes, regia di Paul Wegener (1934)
- Un jour viendra, regia di Gerhard Lamprecht e Serge Véber (1934)
- La tabacchiera della generalessa (Die Töchter ihrer Exzellenz), regia di Reinhold Schünzel (1934)
- La Jeune fille d'une nuit, regia di Roger Le Bon e Reinhold Schünzel (1934)
- Notte di maggio (Der junge Baron Neuhaus), regia di Gustav Ucicky (1934)
- Nuit de mai, regia di Henri Chomette, Gustav Ucicky e Raoul Ploquin (supervisore) (1934)
- Turandot (Prinzessin Turandot), regia di Gerhard Lamprecht (1934)
- Dannazione (Liebe, Tod und Teufel), regia di Heinz Hilpert e Reinhart Steinbicker (1934)
- Turandot, princesse de Chine, regia di Gerhard Lamprecht e Serge Véber (1935)
- Ardimento (La Route impériale), regia di Marcel L'Herbier (1935)
- Le Diable en bouteille, regia di Heinz Hilpert, Reinhart Steinbicker e (supervisore) Raoul Ploquin (1935)
- La Pompadour (Die Pompadour), regia di Willy Schmidt-Gentner e (non accreditato) Veit Harlan (1935)
- Ave Maria, regia di Johannes Riemann (1936)
- Carico bianco (Cargaison blanche), regia di Robert Siodmak (1937)
- La Bataille silencieuse, regia di Pierre Billon (1937)
- Notti di principi (Nuits de princes), regia di Vladimir Striževskij (1938)
- Peccati d'amore (Finale), regia di Géza von Bolváry (1938)
- La sconfitta dell'oro (Am seidenen Faden), regia di Robert A. Stemmle (1938)
- Mia moglie si diverte, regia di Paul Verhoeven (1938) anche versione tedesca, Unsere kleine Frau
- Accordo finale, regia di Ignacy Rosenkranz e (non accreditato) Douglas Sirk (1938)
- Treno di lusso (Salonwagen E 417), regia di Paul Verhoeven (1939)
- Renate im Quartett, regia di Paul Verhoeven (1939)
- Mahlia la métisse, regia di Walter Kapps (1943)
- Gli avventurieri di San Juano, regia di Alfred Rode (1948)
- Die Försterchristl, regia di Arthur Maria Rabenalt (1952)

### Colonna sonora
- Sua altezza comanda (Ihre Hoheit befiehlt), regia di Hanns Schwarz - canzoni: Du hast mir heimlich die Liebe ins Haus gebracht, Frag' nicht wie, frag' nicht wo (1931)
- La Belle aventure, regia di Roger Le Bon e Reinhold Schünzel - canzone: Partons Ensemble (1932)
- Io di giorno tu di notte (Ich bei Tag und du bei Nacht), regia di Ludwig Berger - canzone: Wenn ich Sonntags in mein Kino geh'... (1932)
- Io di giorno, tu di notte (À moi le jour, à toi la nuit), regia di Ludwig Berger e Claude Heymann - canzone: Quand je sore du Ciné (1932)